# Ogrodniki (rejon świsłocki)
Ogrodniki (biał. Агароднікі; ros. Огородники) – wieś na Białorusi, w obwodzie grodzieńskim, w rejonie świsłockim, w sielsowiecie Werdomicze.
Południową część wsi stanowi dawniej samodzielna wieś Hołobudy. Zespół wsi Hołobudy–Ogrodniki stanowił współny system osadniczy w kształcie litey T, w którym wieś Ogrodniki stanowiła daszek (wzdłuż głównej drogi, teraz H-7241), a wieś Hołobudy jej podporę. Z czasem wsie zrosły się, a nazwa Hołobudy wyszła z użytku.
W dwudziestoleciu międzywojennym leżały w Polsce, w województwie białostockim, w powiecie wołkowyskim, w gminie Świsłocz.